# クロロ酢酸ナトリウム
クロロ酢酸ナトリウム（クロロさくさんナトリウム）は クロロ酢酸のナトリウム塩。別名はモノクロロ酢酸ナトリウム、モノクロル酢酸ソーダ塩など。

## 性質
可燃性であり、劇物に指定されている。これを燃やすと、塩素等の有毒で腐食性のヒュームを発生する。水によく溶け、20 ℃ における溶解度は 85 g/100 mL。
触れると皮膚が炎症を起こす。また、目、鼻、喉等の粘膜にも炎症を引き起こす。

## 合成法
クロロ酢酸ナトリウムはクロロ酢酸と水酸化ナトリウムの中和反応により得られる。
{\displaystyle {\ce {{ClCH2CO2H}+ NaOH -> {ClCH2CO2Na}+ H2O}}}